# Як здихатись своєї феї
«Як здихатись своєї феї» (англ. How to Ditch Your Fairy) — це фентезійний молодіжний роман австралійської письменниці-фантастки Жюстін Ларбалестьє. Він був опублікований у 2008 році видавництвом Bloomsbury.

## Сюжет
Події роману відбуваються у світі, де багато людей мають власну персональну фею. Ці феї дарують власникам певний вид удачі: є феї, що допомагають знаходити дрібні гроші, феї гарного волосся, феї для покупок одягу, феї, через яких подобаєшся всім хлопцям, феї для паркування тощо. Головна героїня, Чарлі (скорочено від Шарлотта), має фею для паркування: якщо вона знаходиться в машині, завжди знаходиться ідеальне місце для паркування з першої спроби. Але Чарлі всього 14 років, і вона не водить машину та ненавидить вихлопні гази, тому вважає, що її прокляли. Вона хоче таку фею, як у її подруги Рошель, — фею для покупок, яка робить так, що на ній усе виглядає ідеально, або як у її суперниці з кохання Фіоренце — фею, через яку всі хлопці нею захоплюються.
Спроби Чарлі позбутися своєї феї шляхом постійного ходіння пішки призводять до того, що вона отримує догани за запізнення в школі — Спортивній вищій школі Нью-Авалону, де акцент робиться на спорті. Зірка водного поло, Дендерс Андерс (який, здається, зовсім не розуміє слова «ні»), фактично викрадає її до своєї машини, щоб поїхати на незаконні ігрові місця, що серйозно заважає її планам позбутися феї. А коли з'являється новий красивий хлопець, Стеффі, в якого вона закохана, і він, здається, захоплюється Фіоренце, Чарлі стає відчайдушною.
Вона та Фіоренце, яка насправді ненавидить свою фею, об'єднуються. Чарлі відкриває, що Фіоренце не така вже й погана, і вони придумують план обміну феями. Чарлі вчиться бути обережною з бажаннями, адже трава завжди здається зеленішою з іншого боку. Отримавши фею «всі хлопці тобою захоплюються», дівчата починають обертатися проти Чарлі, і вона починає сумніватися, чи справді Стеффі її любить, чи просто реагує на її фею.
Ця історія розповідає про пошуки Чарлі способу позбутися своєї феї, знайти першого хлопця, уникнути неприємностей у школі та отримати нову, ще кращу фею замість старої.

## Відгуки
Критика на роман «Як здихатись своєї феї» здебільшого була позитивною. Журнал «School Library Journal» писав, що це «типова історія дорослішання, але додавання фей, альтернативне середовище та вигаданий сленг роблять її набагато цікавішою». «Kirkus Reviews» зазначив: «Шанувальників трилогії „Магія чи безумство“ Ларбалестьє спочатку може відштовхнути легковажний тон, але цей комічний роман про дорослішання розважить підліткових читачів». «Publishers Weekly» похвалили книгу, сказавши, що це «яскраво уявлена історія, яка зачарує читачів». Бібліотекар Нью-Йоркської публічної бібліотеки написав, що персонаж Чарлі — це «знайома дівчина», але до кінця історії стає зрозуміло, що ця книга абсолютно оригінальна й надзвичайно розважальна.